# ترامپ: هنر بازگشتن از حضیض
ترامپ: هنر بازگشتن از حضیض کتابی است که در سال ۱۹۹۷ توسط دونالد ترامپ، تاجر و رئیس‌جمهور ایالات متحده، و کیت بانر، روزنامه‌نگار، نوشته شده است.